# 국제학협회
국제학협회(International Studies Association, ISA)는 국제학 분야의 학자 및 실무자를 위한 미국 기반의 전문 협회이다. 1959년에 설립된 ISA는 2015년부터 스토스에 있는 코네티컷 대학에 본사를 두고 있다. 전무 이사는 Mark A. Boyer이다. 1984년부터 국제과학위원회의 회원으로 활동해 왔다.
ISA는 100개 이상의 국가에 7,000명 이상의 회원을 보유하고 있으며 스스로를 "국제, 초국가적, 글로벌 문제를 이해하는 데 전념하는 가장 오래된 학제간 협회 중 하나"라고 설명한다. ISA는 6개의 지리적 하위 부문(지역), 29개의 주제별 그룹(섹션) 및 4개의 간부회를 포함하여 특정 주제 영역 내에서 현지 동료들과 아이디어와 연구를 교환할 수 있는 기회를 제공한다. ISA의 연례 컨벤션에는 정기적으로 6,000명 이상의 참석자가 참석한다.
ISA는 7개의 학술 저널(International Studies Quarterly, International Studies Review, International Studies Perspectives, Foreign Policy Analysis, International Political Sociology, Journal of Global Security Studies 및 Global Studies Quarterly)을 발행하고 8번째 학술지(International Interactions)를 공동 후원한다. ISA는 또한 옥스퍼드 대학교 출판부와 협력하여 옥스퍼드 연구 국제학 백과사전(Oxford Research Encyclopedia of International Studies)을 출판하고 기타 온라인 리소스를 유지 관리한다. 1981년부터 40세 미만 또는 박사 논문 방어 후 10년 이내의 학자에게 칼 도이치 상을 수여해 왔다.
2014년에 ISA는 저널 편집자들이 블로그 금지를 제안했다는 이유로 비판을 받았다.